# Daniel Ennöckl

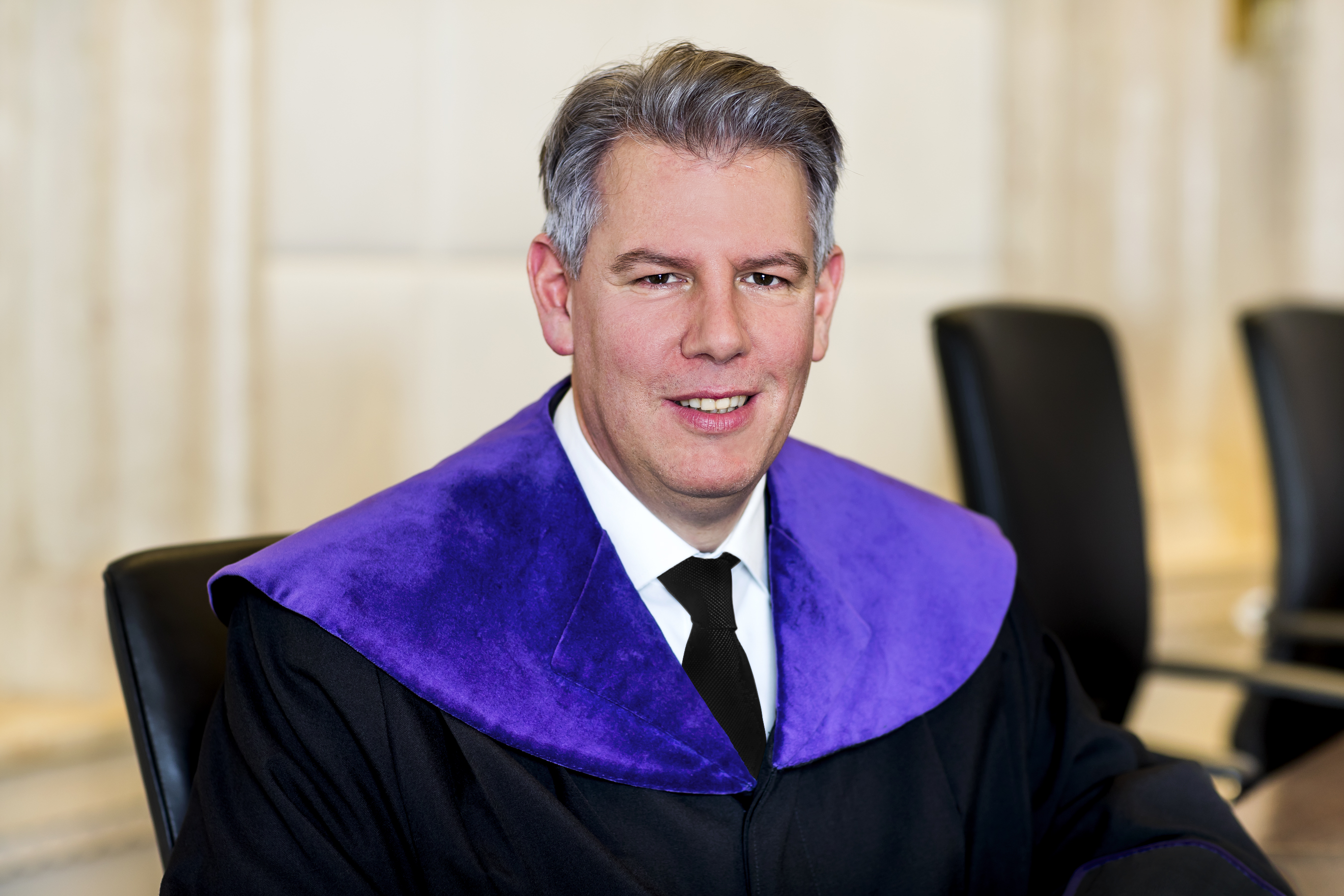
Daniel Ennöckl (2022)

Daniel Ennöckl (* 13. Jänner 1973 in Linz als Christoph Daniel Ennöckl) ist ein österreichischer Rechtswissenschaftler und Universitätsprofessor. Ennöckl ist seit September 2021 Professor und Institutsleiter des Instituts für Rechtswissenschaften der Universität für Bodenkultur Wien. Seit Jänner 2022 ist er von der österreichischen Bundesregierung nominiertes Ersatzmitglied des Verfassungsgerichtshofs.

## Ausbildung
Daniel Ennöckl absolvierte von 1991 bis 1996 an der Rechtswissenschaftlichen Fakultät der Universität Wien das Studium der Rechtswissenschaften und schloss dieses im Jahr 1996 mit der Sponsion zum Magister der Rechtswissenschaften (Mag. iur.) ab. Im Anschluss daran folgte das Doktoratsstudium der Rechtswissenschaften ebenfalls an der Universität Wien, welches er im Jahr 1999 mit einer Dissertation zum Thema „Deregulierung, Verfahrensbeschleunigung und Nachbarrechte im gewerblichen Betriebsanlagenrecht“ und der Promotion zum Doktor der Rechtswissenschaften (Dr. iur.) zum Abschluss brachte.
Parallel zum Doktoratsstudium absolvierte Ennöckl ab 1998 an der Donau-Universität Krems das Postgraduale Studium EUROJUS, welches er im Jahr 2000 als Master of Laws (LL.M.) abschloss. Im Juli 2000 besuchte er außerdem noch „General and Specialized Courses on European Law“ am Europäischen Hochschulinstitut in Florenz.

## Beruflicher Werdegang
Nach dem Diplomstudium der Rechtswissenschaften leistete Daniel Ennöckl von 1997 bis 1998 den Zivildienst im Dokumentationsarchiv des österreichischen Widerstandes in Wien ab und absolvierte gleichzeitig die Gerichtspraxis als Rechtspraktikant am Bezirksgericht Wels, am Bezirksgericht Wiener Neustadt sowie am Landesgericht für Zivilrechtssachen Wien. 1998 wurde er Rechtsanwaltsanwärter bei der Wiener Kanzlei Prader & Plaz. Er absolvierte im Dezember 2002 mit Auszeichnung die Rechtsanwaltsprüfung und wurde daraufhin in die Rechtsanwaltsliste eingetragen.
Im Jahr 2003 kehrte Ennöckl an die Universität Wien zurück und wurde am Institut für Staats- und Verwaltungsrecht Universitätsassistent. Dort wurde er im Oktober 2009 zum Assistenzprofessor auf einer Tenure-Track-Stelle ernannt. Im November 2012 konnte sich Daniel Ennöckl schließlich an der Universität Wien mit einer Habilitationsschrift zum Thema „Der Schutz der Privatsphäre in der elektronischen Datenverarbeitung“ habilitieren und erlangte damit die Lehrbefugnis für die Fächer Verfassungsrecht, Verwaltungsrecht sowie damit zusammenhängende Bereiche des Europarechts.
Im Jänner 2013 wurde Daniel Ennöckl zum assoziierten Professor am Institut für Staats- und Verwaltungsrecht ernannt. Im selben Jahr erhielt er den Kardinal-Innitzer-Förderungspreis für Rechts- und Staatswissenschaften. Im Sommersemester 2014 übernahm er eine Lehrstuhlvertretung am Institut für Rechtswissenschaften der Universität für Bodenkultur Wien (BOKU), ebenfalls 2014 wurde er stellvertretender Institutsvorstand des Instituts für Staats- und Verwaltungsrecht der Universität Wien. 2018 gründete er ebendort die Forschungsstelle Umweltrecht, deren Leitung er auch übernahm.
Im September 2021 folgte Daniel Ennöckl dem Ruf auf eine Professur und zur Leitung des Instituts für Rechtswissenschaften der Universität für Bodenkultur Wien. An der BOKU übernahm er 2022 auch die Position des stellvertretenden Leiters des Departments für Wirtschafts- und Sozialwissenschaften.
Der erste Ministerrat der zuvor neu gebildeten Bundesregierung Nehammer am 15. Dezember 2021 brachte Daniel Ennöckls Nominierung als von der Bundesregierung vorgeschlagenes Ersatzmitglied des Verfassungsgerichtshofs. Als solches wurde Ennöckl am 20. Jänner 2022 von VfGH-Präsident Christoph Grabenwarter nach Ernennung durch den Bundespräsidenten angelobt. Ennöckl hatte im Jahr 2019 auf Seiten der Grünen an den Koalitionsverhandlungen mit der ÖVP teilgenommen und dort die „Hauptgruppe 1: Staat, Gesellschaft und Transparenz“ mitverhandelt.